# Японские часы

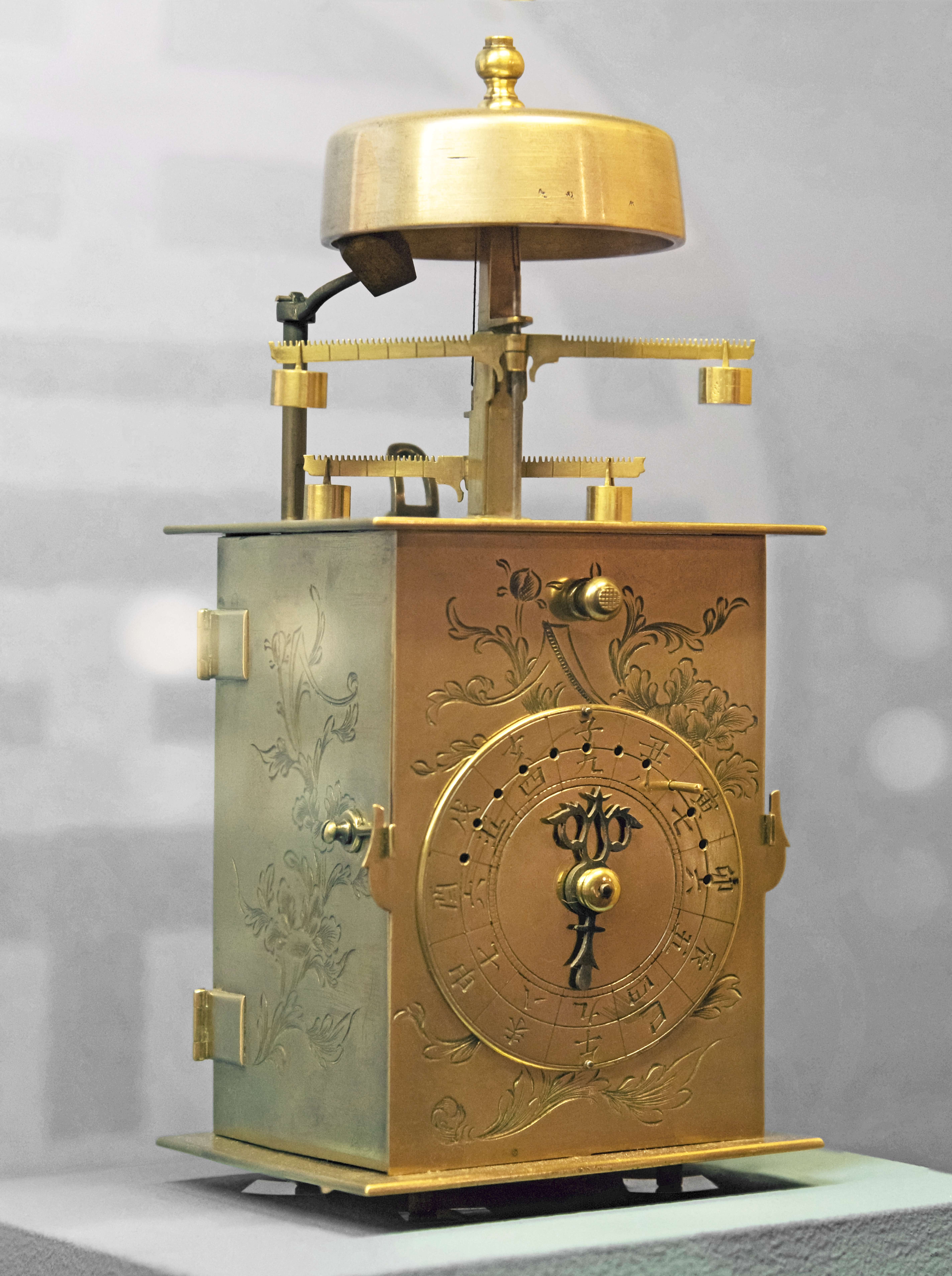
Японские часы вадокэй середины периода Эдо

Традиционные японские часы (яп. 和時計 вадокэй) — японские настольные часовые механизмы, предназначенные для определения времени в специальных величинах.

## Описание

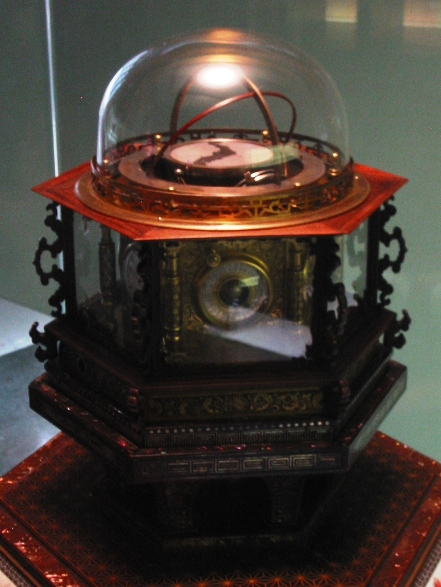
«Вечные» японские часы, 1851 год (Национальный музей науки Токио)

Японские часы использовали двенадцатичасовую систему, сутки были поделены на две части, соответственно части поделены на 6 дневных и 6 ночных промежутков — «часов».
Отсчет дневных часов начинался с рассвета, ночных — с заката.
В отличие от традиционной европейской системы измерения времени с постоянной величиной часа, в японской системе дневные часы были длиннее в летнее время и короче в зимнее, и наоборот.
В японских часах использовался дополнительный механизм для звуковой индикации времени, другими словами это были часы с боем.
Часы отбивали от 9 до 4 ударов, сигналы от 1 до 3 были заняты для указания начала молитвы у буддистов, поэтому не использовались.
На начало дневного и ночного периодов (рассвет и закат) часы отбивали шесть ударов.
Отсчет времени вёлся в обратном направлении.
Такой порядок отсчёта сохранился из-за традиционного использования японцами процесса горения благовоний для измерения времени, при этом отсчитывалось количество оставшегося времени.
Названия часовых промежутков не были связаны с числом ударов колокола.
Каждому «часу» соответствовал знак одного из животных традиционной восточной системы знаков зодиака, который и служил для него названием.
| Знак зодиака | Символ       | Цифра | Количество ударов |         |
| ------------ | ------------ | ----- | ----------------- | ------- |
| Кролик       | 卯 (у)       | 六    | 6                 | рассвет |
| Дракон       | 辰 (тацу)    | 五    | 5                 |         |
| Змея         | 巳 (ми)      | 四    | 4                 |         |
| Лошадь       | 午 (ума)     | 九    | 9                 | полдень |
| Овца         | 未 (хицудзи) | 八    | 8                 |         |
| Обезьяна     | 申 (сару)    | 七    | 7                 |         |

| Знак зодиака   | Символ    | Цифра | Количество ударов |         |
| -------------- | --------- | ----- | ----------------- | ------- |
| Петух          | 酉 (тори) | 六    | 6                 | закат   |
| Собака         | 戌 (ину)  | 五    | 5                 |         |
| Свинья (кабан) | 亥 (и)    | 四    | 4                 |         |
| Крыса (мышь)   | 子 (нэ)   | 九    | 9                 | полночь |
| Бык            | 丑 (уси)  | 八    | 8                 |         |
| Тигр           | 寅 (тора) | 七    | 7                 |         |

Вадокэй были весьма неточными механизмами, к тому же сложными в эксплуатации из-за необходимости ежедневной настройки.
Стоимость таких часов достигала 60 годовых зарплат простого рабочего, иметь их могли позволить себе только очень богатые люди.

## История
Механические часы были завезены в Японию голландскими торговцами в XVI веке. Изготавливались из латуни или железа и в основном имели форму, напоминающую старинный фонарь. Поначалу первые японские часы были имитацией завезённых образцов, впоследствии для соответствия традициям и обычаям Японии они были приспособлены к японской системе исчисления времени.
В XVI веке в европейских часах ещё не использовались маятник и балансирная пружина, поэтому они также не вошли в число перенятых технологий.
С началом периода изоляции японским изобретателям пришлось самостоятельно усовершенствовать часовые механизмы.
В 1873 году согласно указу японского правительства в стране была введена западная система исчисления времени с постоянной величиной часа и григорианский календарь.

## Принцип работы и устройство

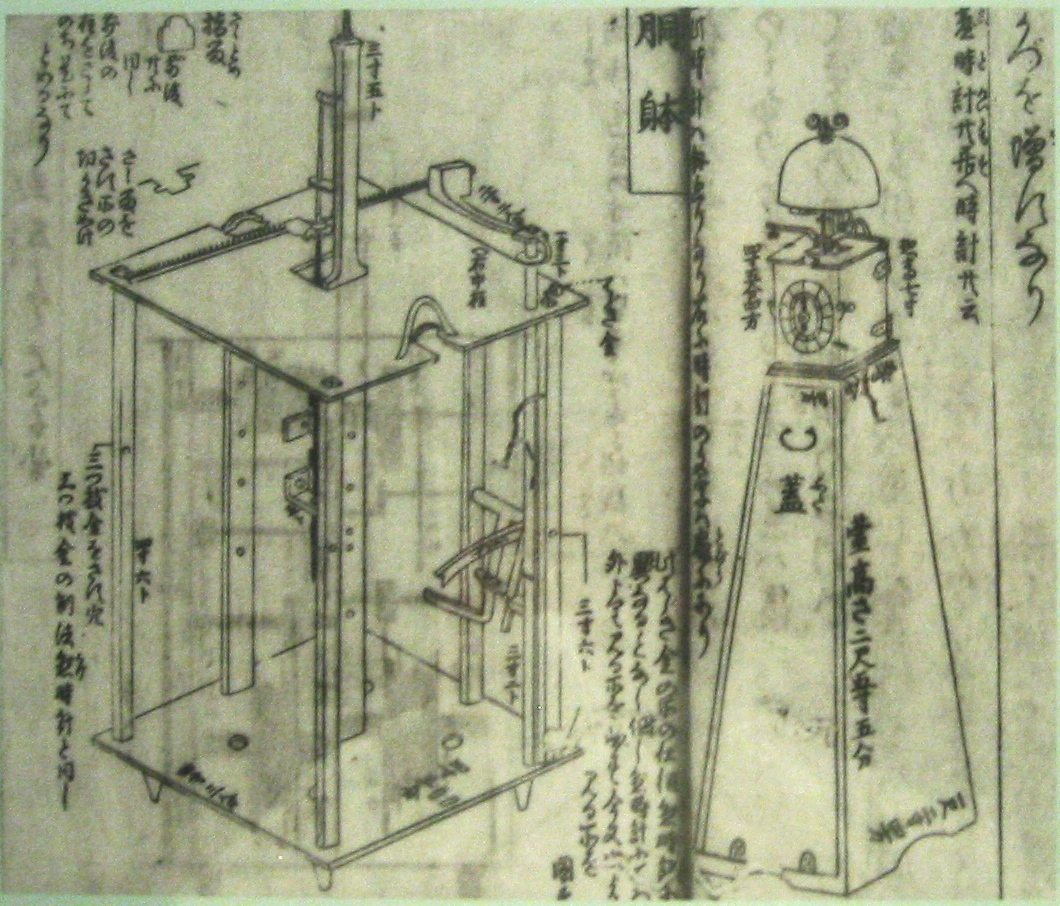
Часовой механизм

Большинство японских часов использовали в работе сложную систему противовесов.
Подобные механизмы использовались в японских механических куклах каракури.
В некоторых японских часах использовалась система, состоящая из двух различных спусковых механизмов (горизонтальных маятников), один использовался для дневных «часов», другой — для ночных. В ранних моделях японских часов переключение между ними должно было производиться вручную.